# Tulasnella pruinosa
Tulasnella pruinosa är en svampart som beskrevs av Bourdot & Galzin 1923. Tulasnella pruinosa ingår i släktet Tulasnella och familjen Tulasnellaceae.  Arten är reproducerande i Sverige. Inga underarter finns listade i Catalogue of Life.